# Supervisor

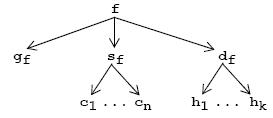
Esquema d'una jerarquia on "f" és l'element superior del que depenen tots els altres.

Un cap, superior, encarregat, supervisor o director és algú que en una jerarquia té autoritat sobre algú altre per ser considerat en aquesta en un grau, rang, importància o valor més alt. Implica doncs que hagi elements o persones inferiors i subordinats al superior, que l'han d'obeir pel fet de la seva categoria al sistema jeràrquic i no per raons de prestigi o reputació guanyada, empatia o amor de qualsevol mena. El superior té privilegis, com per exemple la llibertat total de decisió.
Segons el tipus, el superior té poder militar, executiu, religiós, emocional o d'altres menes sobre els subordinats que han de dependre d'ell. El superior pot ser sobirà, és a dir que està al capdamunt de la jerarquia, com per exemple un cap d'Estat, un emperador, un rei feudal o el Papa a l'Església, o estar en el que es coneix com un "rang intermedi" o "comandament intermedi", és a dir, que té subordinats i alhora està subordinat a un altre, com per exemple un capità militar o un bisbe.
Les organitzacions no necessiten caps i superiors, només les organitzacions verticals basades en jerarquies que categoritzen en superiors i subordinats inferiors. A les organitzacions horitzontals, per exemple, tots els elements tenen el mateix valor i cap està sotmès a altre. Anàlogament, les persones a les civilitzacions poden organitzar-se de diferents maneres, un exemple de govern sense castes o elits superiors és la democràcia directa.

## Autoritat i obediència
L'autoritat és el poder que té una persona o institució per ser obeït (potestas). En un altre sentit, al·ludeix a expert en una determinada matèria o prestigi (auctoritas). La potestas es té pel càrrec o situació mentre que l’auctoritas es guanya. En el cas d'una jerarquia, el cap o superior exerceix la potestas que li atorga la seva categoria dintre d'ella.

## Els caps a les organitzacions empresarials

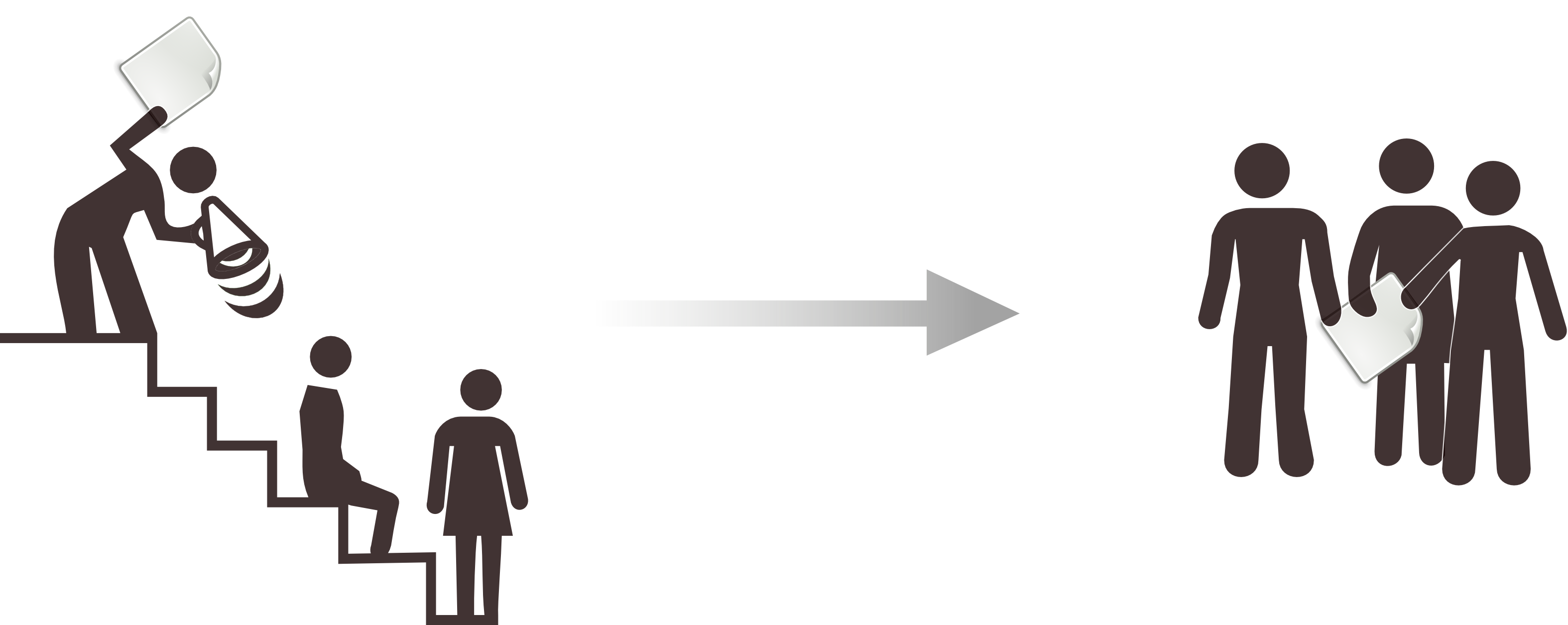
a la dreta, organització amb un cap o superior i dos subordinats. A la dreta una organització o empresa horitzontal.

Diferents maneres de representar superioritat en el poder de decisió

Un supervisor en el lloc de treball té quatre jocs clarament separats de responsabilitats. La primera obligació del supervisor és representar gestió i a l'empresa. La feina del supervisor és organitzar el seu departament i empleats, visualitzar impactes futurs i necessitats, electritzar els empleats per tenir les seves tasques fetes i supervisar el seu treball assegurant que els nivells de productivitat i qualitat es compleixin. Per assegurar que això es faci, el supervisor s'assegura que els seus empleats tenen la formació, les eines i el material que necessiten fer les seves obligacions.
Una altra part important de la feina és servir d'un intermediari i memòria intermèdia entre els empleats que realitzen les tasques diàries i la resta de l'organització que no està implicada directament en dia a tasques de dia. El supervisor s'assegura que el salari dels seus empleats sigui correcte, el seu sou de vacances arriba puntualment i reben preocupació pròpia si es fereixen sobre la feina.
El supervisor també té lliures de violacions de seguretat responsabilitats legals per assegurar que la seva àrea de responsabilitat sigui, tots els empleats rebien formació pròpia i que tots els drets humans es protegeixen. Els supervisors són també responsables per a la salut i seguretat de tots els seus subordinats i per assegurar que treballin en un ambient lliure de persecució.